# ريد سكوت (سياسي)
ريد سكوت هو قاضي ومحامي وسياسي كندي، ولد في 23 أكتوبر 1926 في تورونتو في كندا، وتوفي في 2 مارس 2016 في أجاكس في كندا. حزبياً، نشط في Co-operative Commonwealth Federation (Ontario Section) ‏. وقد انتخب عضو برلمان مقاطعة أونتاريو وانتخب عضو مجلس العموم الكندي.